# Pavetta camerounensis
Espèce
Synonymes
- Pavetta camerounensis subsp. camerounensis[1]

Pavetta camerounensis S.D. Manning est une espèce de plantes de la famille des Rubiaceae et du genre Pavetta, selon la classification phylogénétique. 

## Distribution
Endémique du Cameroun, elle est surtout présente dans la région du Sud, celle du Centre et celle du Littoral.

## Liste des sous-espèces
Selon Catalogue of Life (30 septembre 2017) :
- sous-espèce Pavetta camerounensis subsp. brevirama
- sous-espèce Pavetta camerounensis subsp. camerounensis

Selon Tropicos (30 septembre 2017) (Attention liste brute contenant possiblement des synonymes) :
- sous-espèce Pavetta camerounensis subsp. brevirama S.D. Manning
- sous-espèce Pavetta camerounensis subsp. camerounensis